# Škoda Kamiq

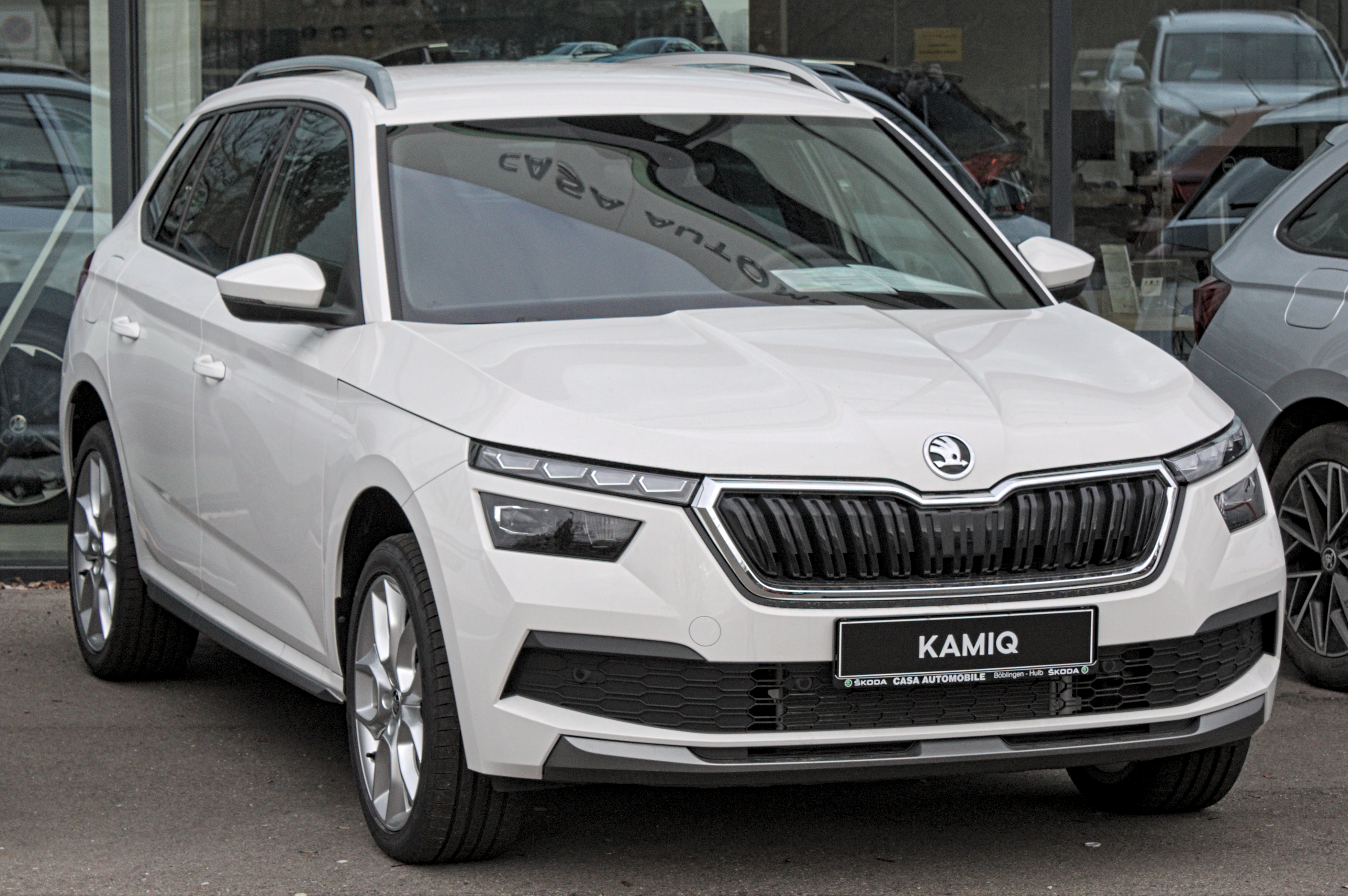
Škoda Kamiq (internationale versie)

De Škoda Kamiq is een compacte cross-over van de Tsjechische autofabrikant Škoda Auto. De naam Kamiq werd voor het eerst gebruikt op een compacte cross-over die uitsluitend wordt gebouwd voor de Chinese markt en later nogmaals voor een compacte cross-over voor de internationale markt. 
De Škoda Kamiq is de opvolger van de Škoda Yeti en gepositioneerd onder de grotere Karoq. 

## Škoda Kamiq (Chinese versie)

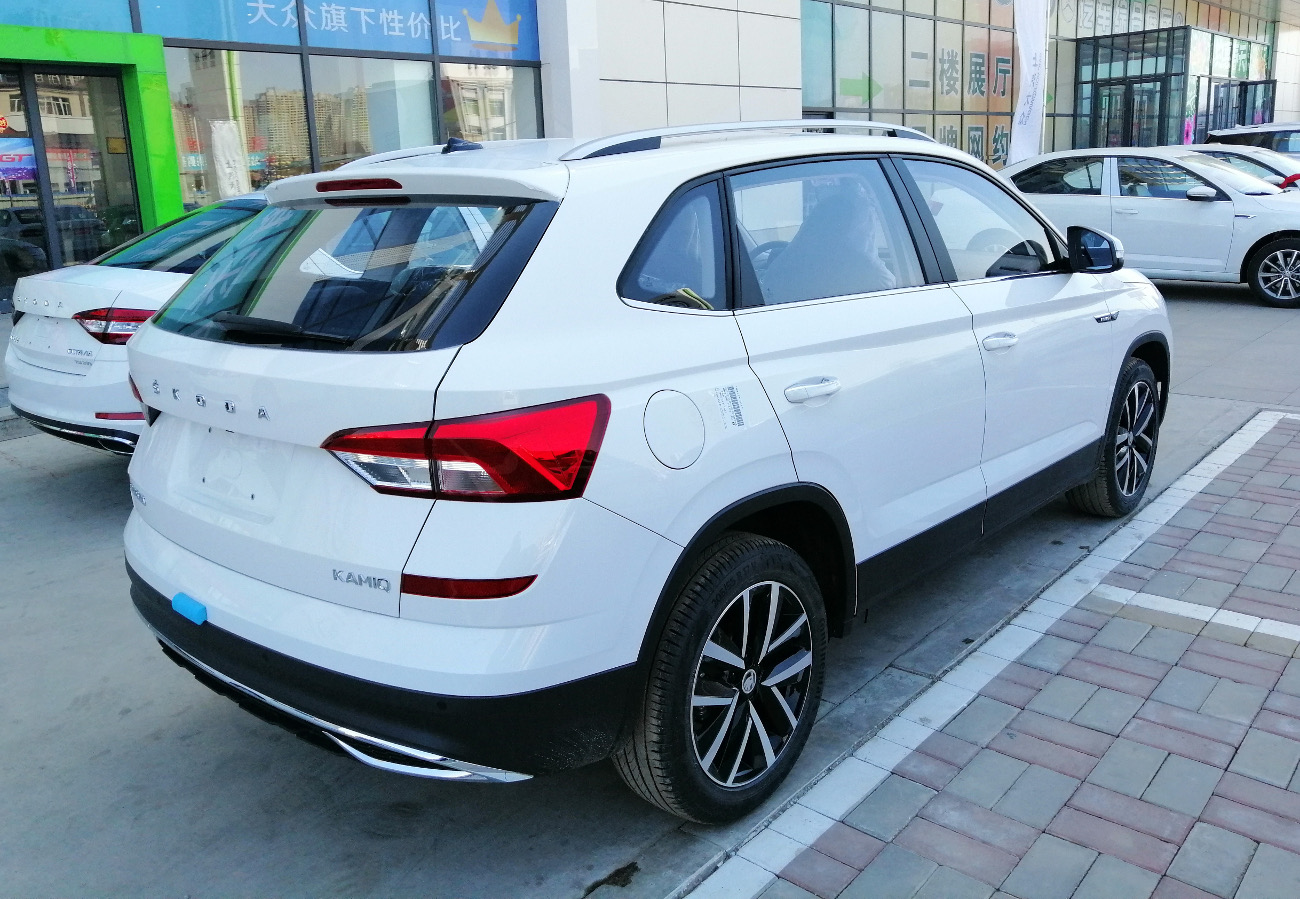
Škoda Kamiq (China), achterzijde

De Chinese versie van de Škoda Kamiq is een compacte SUV en is ontwikkeld door de joint-venture die Volkswagen AG in China met SAIC Motor heeft, Shanghai Volkswagen Automotive Company, en wordt ook door dat samenwerkingsverband gebouwd.
De Kamiq deelt zijn technische basis met de Volkswagen Lavida, een auto die op zijn beurt gebruikmaakt van een aangepaste versie van Volkswagens PQ34-basis, een platform dat door auto's als Volkswagen Golf IV en eerste generatie Seat Leon werd gebruikt.
De Škoda Kamiq voor de Chinese markt werd geïntroduceerd tijdens de Beijing Auto Show in april 2018 en kwam op de markt in juni 2018.

## Škoda Kamiq (internationale versie)

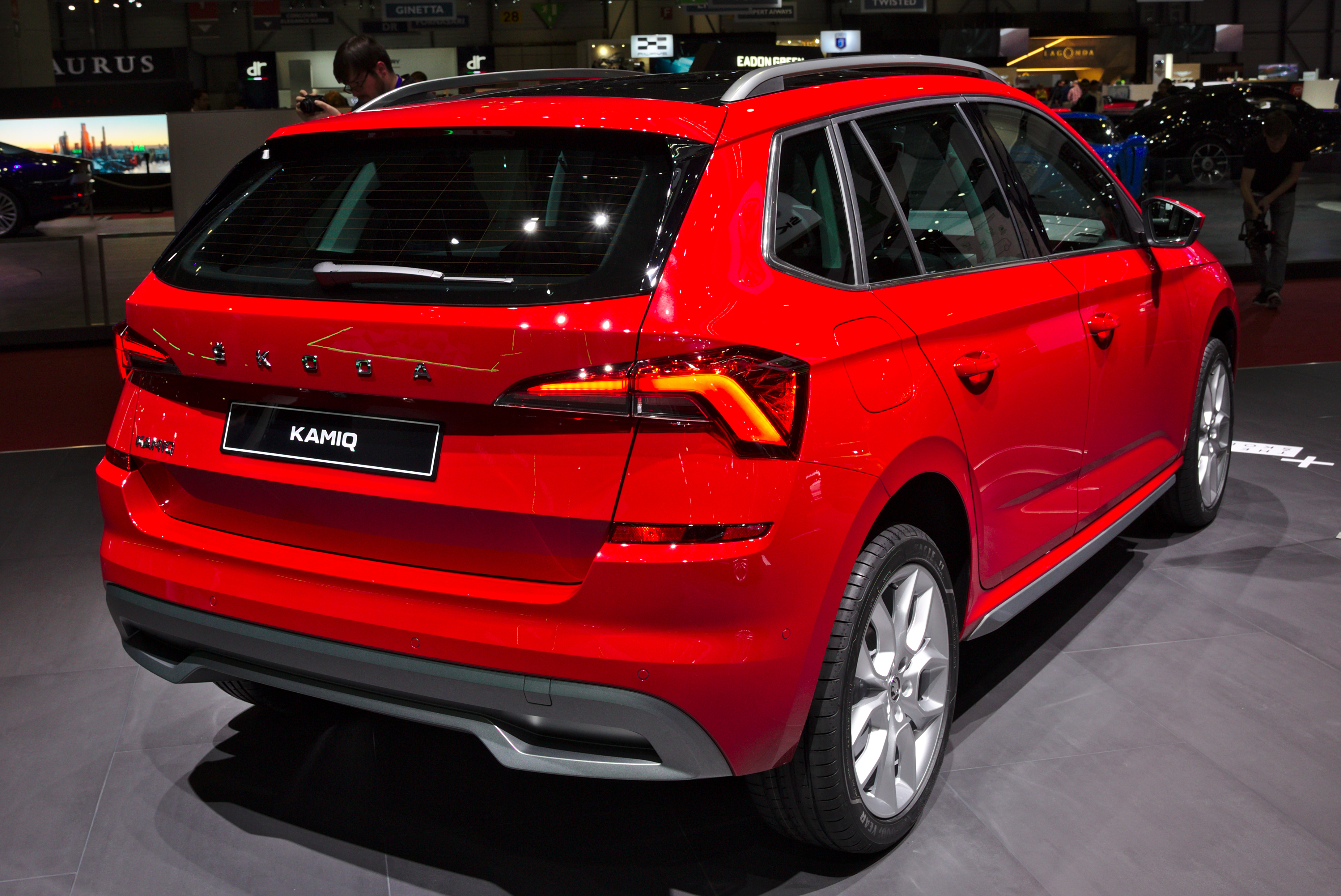
Škoda Kamiq, achterzijde

De internationale versie van de Škoda Kamiq is een compacte SUV die is ontworpen door de Tsjechische autofabrikant Škoda Auto en daar vanaf 2019 ook wordt gebouwd. 
Deze versie van de Kamiq debuteerde op de Autosalon van Genève in 2019 en is in feite de productieversie van de in 2018 in Genève getoonde conceptauto Vision X Concept. Deze Kamiq heeft opvallende gesplitste koplampunits. De achterzijde vertoont, net als het interieur, sterke overeenkomsten met de Škoda Scala. 
De internationale versie van de Kamiq staat op het MQB A0-platform, een variant van de MQB-basis die ook gebruikt wordt voor de Scala, de Volkswagen Polo VI en T-Cross en de Seat Ibiza (6F) en Arona.
De Kamiq is de Škoda-variant van de Seat Arona en de Volkswagen T-Cross maar is met zijn lengte van 4,24 meter zo'n 13 centimeter langer dan de T-Cross en 10 centimeter langer dan de Arona. Daarbij is de wielbasis van de Kamiq met 2,65 meter grofweg 9 centimeter langer dan die van de twee andere cross-overs. De Kamiq is daarmee ruimer dan zijn technisch gelijkwaardige broers en de afstand tussen de voor- en achteras van de Kamiq is zelfs een centimeter groter dan bij de grotere Karoq. Wel heeft de Kamiq met 400 liter een kleinere bagageruimte dan de Karoq (520 liter). Het onderstel van de Kamiq is 3,7 centimeter hoger dan bij de Scala.
De Kamiq is er met benzine- en dieselmotoren. De benzinereeks begint bij de 95 pk sterke 1.0 TSI, die aan een handgeschakelde vijfbak is gekoppeld. Daarboven is er een 115 pk sterke variant van die driecilinder, die met een handgeschakelde zesbak of een zeventraps DSG-automaat leverbaar is. De krachtigste benzineversie is de 1.5 TSI met cilinderuitschakeling die 150 pk levert. Ook hier een handgeschakelde zesbak of een DSG. De dieselmotor is een 115 pk sterke 1.6 TDI met een zesbak of DSG7. Verder verschijnt een 1.0 G-Tec die 90 pk levert en op aardgas (CNG) loopt.